# Out from Under
«Out from Under» — песня американской певицы Бритни Спирс с её шестого студийного альбома, Circus (2008). Песня была написана Шелли Пейкен, Арнтором Биргиссоном и Уэйном Гектором изначально для саундтрека к фильму Братц при участии вокалистки Джоанны Пачитти. После сближения Спирс и Гая Сигсуорта в 2008, авторы песен предложили певице перезаписать песню для альбома. «Out from Under» — это софт-рок песня о распаде брака с Кевином Федерлайном. Она исполняет её с придыханием на фоне акустической гитары.
Несмотря на то, что «Out from Under» не вышла как сингл, она достигла пика на девятнадцатой строке Billboard Bubbling Under Hot 100 Singles после релиза Circus, и на тридцать второй в Швеции в июне 2009. Песня звучала в реалити-шоу на MTV The Hills. Она вошла в сборник The Essential Britney Spears.

## Предпосылка
В начале 2007 авторы Шелли Пейкен, Арнтор Биргиссон и Уэйн Гектор написали песню «Out from Under» для саундтрека к фильму Братц. Песня была записана Джоанной Пачтти в Стокгольме. В 2008 г. Спирс начала работать над шестым альбомом. Её менеджер Ларри Рудольф подтвердил, что певица проведет «все свое лето на записывающей студии». Несмотря на то, что не было официального выхода альбома, Рудольф признался, что они были рады её прогрессу, и что она работает с большим количеством продюсеров, такими как Шон Гарретт, Гай Сигсуорт, Danja и Bloodshy & Avant. Сигсуорт и Спирс сблизились при создании «Out from Under», поэтому он предложил ей записать её на альбом. Спирс записала свой вокал на Conway Recording Studios в Лос-Анджелесе, в то время как аудиомикширование и вокальные записи были сделаны Энди Пейджом. Бэк-вокал исполнила Лиа Хэйвуд. Песня появилась на шести-песенном миксе Circus, который был выпущен 13 ноября 2008. В интервью, вошедшем на делюкс издании Circus, Спирс призналась, что "всегда любила баллады. Это как всегда быть на шоу, а есть передышка, где ты можешь собрать мысли вместе и […] просто отдыхать. Певица также сказала, что она написала «My Baby» во время записи «Out from Under».

## Музыка и слова
«Out from Under» — баллада в стиле софт-рока о разводе Спирс с Кевином Федерлайном, что прослеживается в строчках «Мы пытались сделать все, что могли/Так что давай просто расстанемся навсегда». Поппи Козинс из The Sun заметила, что "более сильный вокал и акустическая гитара на фоне, как и слова содержат «искренний рассказ об удушающих отношениях». «Out from Under» длится три минуты и пятьдесят три секунды, в ней Спирс поет с придыханием на фоне акустических гитар. Анна Димонд из TV Guide заметила, что слова песни также относятся к тому, что она освободилась от опекунства. Кэрин Ганц из Rolling Stone отметил, что вокал Спирс не очень обработан: "Вокал Бритни на Blackout звучит чисто, но в Circus она реально выложилась на студии, исполняя медленные песни, к примеру «Out from Under».

## Отзывы критиков
Песня получила смешанные отзывы от критиков. Энн Пауэрс из Los Angeles Times отметила, что в «Out from Under» и других балладах из Circus присутствует «ощущение комка в горле от обиды». Крис Ричардс из The Washington Post прокомментировал, что певица «пытается вернуться в люди в надежде забыть старое» с помощью песен, а Кэрин Ганц из Rolling Stone посчитал, что это «лучшая баллада Спирс со времен „I'm Not a Girl, Not Yet a Woman“». Джон Парелес из The New York Times сказал, что «„Out from Under“ сияет на фоне акустических гитар», и что «песни „My Baby“ и „Unusual You“ единственные, которые могут растопить сердце». Стивен Томас Эрлевайн из Allmusic посчитал, что эта песня как и «My Baby», — «парочка совсем нехороших баллад»,. Сравнивая Circus с Blackout, Алексис Петридис из The Guardian подметил: «древние баллады с неумолимыми остатками скукоты». Женевьева Коски из The A.V. Club посчитала, что обе песни «пятилетней давности, и вокал [Спирс] кажется вялым и отстраненным несмотря на откровенную лирику». Стив Джонс из USA Today прокомментировал, что «Спирс хоть и вырвалась за счет парочки песен на [Circus], но ведь это ее не самая сильная сторона. Крутой вираж из продюсеров высшего пилотажа […] вложился в ее эстрадный вокал и спецэффекты, но на самом деле они не помогают в придыхательной „Out From Under“ или слащавой „Unusual You“». Майк Ньюмарк из PopMatters назвал песню «почти эмо», как и «Unusual You», сказав про обе: «пыталась быть чувственной, а стала хлипкой».

## Появление в чартах
После релиза Circus, «Out from Under» достиг пика на девятнадцатой строке в Billboard Bubbling Under Hot 100 Singles 20 декабря 2008. Песня стала радиохитом на коммерческих радиостанциях в Швеции, а также вошёл в Swedish Singles Chart 14 августа 2009 на сороковой строке, достигнув пика на тридцать второй на следующей неделе. «Out from Under» оставался более месяца в чарте, достигнув пика на сорок первой строке на последней неделе его нахождения.

## Появление в СМИ
«Out from Under» появился в пятом сезоне на канале MTV Голливудские холмы во время сцены, где Лорен Конрад утешает Хайди Монтаг.

## Чарты
| Чарт (2008)                                   | Наивысшая позиция |
| --------------------------------------------- | ----------------- |
| Sweden (Sverigetopplistan)                    | 32                |
| US Bubbling Under Hot 100 Singles (Billboard) | 19                |

## Кавер-версии
Песня была выпущена синглом в Европе с переписанными словами «Now Or Never» шведской поп-певицей Эмилия де Порет в 2009. Видео для «Now Or Never» можно найти на официальном сайте Порет на канале YouTube. В том же году регги певец и бывший фронтмен группы UB40 Али Кэмпбелл выпустил свою версию в качестве сингла.